# Климово (городской округ Солнечногорск)
Климово — деревня в Московской области России. Входит в городской округ Солнечногорск. Население — 21 человек (2010).

## География
Деревня расположена на северо-западе Московской области, в западной части округа, у границы с Истринским и Клинским районами, примерно в 16,5 км к юго-западу от центра города Солнечногорска, на берегу Истринского водохранилища. До образования водохранилища располагалась на левом берегу впадающей в Истру реки Нудоли. К деревне приписано два садоводческих товарищества. Ближайшие населённые пункты — деревни Барское-Мелечкино, Тимофеево и село Ивановское.

## Население
| 1852 | 1890 | 1899 | 1926 | 1966 | 1998 | 2002 |
| ---- | ---- | ---- | ---- | ---- | ---- | ---- |
| 131  | ↗156 | ↘146 | ↗149 | ↘105 | ↘15  | ↗17  |
| 2010 |      |      |      |      |      |      |
| ↗21  |      |      |      |      |      |      |

## История
В начале XIX века деревня Климова принадлежала тайной советнице Софье Петровне Тутолиной. В середине XIX века деревня Климова 1-го стана Клинского уезда Московской губернии принадлежала графу Виктору Никитичу Панину, в ней было 18 дворов, крестьян 63 души мужского пола и 68 душ женского пола.
В 1883 году в деревне было 24 двора, 35 изб, 70 человек мужского пола, 78 женского, грамотных 10 мужского пола и 2 учащихся. Деревня относилась к приходам сёл Никольское-Сверчково и Пятница-Берендеево. По данным на 1899 год — деревня Троицкой волости Клинского уезда с 146 душами населения.
В 1913 году — 29 дворов и помещичьи усадьбы графини Паниной.
По материалам Всесоюзной переписи населения 1926 года — деревня Мелечкинского сельсовета Троицкой волости Клинского уезда в 5,3 км от Пятницкого шоссе и 21,3 км от станции Подсолнечная Октябрьской железной дороги, проживало 149 жителей (61 мужчина, 88 женщин), насчитывалось 33 крестьянских хозяйства.
С 1929 года — населённый пункт в составе Солнечногорского района Московского округа Московской области. Постановлением ЦИК и СНК от 23 июля 1930 года округа как административно-территориальные единицы были ликвидированы.
1929—1934 гг. — деревня Тимофеевского сельсовета Солнечногорского района.
1934—1954 гг. — деревня Логиновского сельсовета Солнечногорского района.
1954—1957, 1960—1963, 1965—1976 гг. — деревня Рахмановского сельсовета Солнечногорского района.
1957—1960 гг. — деревня Рахмановского сельсовета Химкинского района.
1963—1965 гг. — деревня Рахмановского сельсовета Солнечногорского укрупнённого сельского района.
1976—1994 гг. — деревня Обуховского сельсовета Солнечногорского района.
С 1994 до 2006 гг. деревня входила в Обуховский сельский округ Солнечногорского района.
С 2005 до 2019 гг. деревня включалась в Кривцовское сельское поселение Солнечногорского муниципального района.
С 2019 года деревня входит в городской округ Солнечногорск, в рамках администрации которого относится с территориальному управлению Кривцовское.